# Bøjden
Bøjden er en lille havneby på det sydvestlige Fyn med 274 indbyggere  (2024), beliggende på Horne Land tæt på Faaborg. Fra Bøjden kan man sejle med M/F Fynshav fra rederiet AlsFærgen til Fynshav på Als. Bøjden ligger i Faaborg-Midtfyn Kommune og hører til Region Syddanmark.